# Giuseppe Fiorenza
Giuseppe Fiorenza (Monreale, 21 febbraio 1841 – 27 gennaio 1924) è stato un arcivescovo cattolico italiano.

## Biografia
Nacque il 21 febbraio 1841 a Monreale, sede dell'omonima arcidiocesi.
Il 24 settembre 1864 fu ordinato presbitero.
Il 15 dicembre 1895 papa Leone XIII lo nominò prelato di Santa Lucia del Mela.
Non avendo ottenuto il regio exequatur, il 22 giugno 1896 lo stesso Papa lo nominò arcivescovo metropolita di Siracusa. Ricevette l'ordinazione episcopale il successivo 5 luglio da Lucido Maria Parocchi, cardinale vicario.
L'11 dicembre 1905 papa Pio X accettò le sue dimissioni dal governo pastorale dell'arcidiocesi, nominandolo arcivescovo titolare di Claudiopoli di Onoriade.
È morto il 27 gennaio 1924.

## Genealogia episcopale
La genealogia episcopale è:
- Cardinale Scipione Rebiba
- Cardinale Giulio Antonio Santori
- Cardinale Girolamo Bernerio, O.P.
- Arcivescovo Galeazzo Sanvitale
- Cardinale Ludovico Ludovisi
- Cardinale Luigi Caetani
- Cardinale Ulderico Carpegna
- Cardinale Paluzzo Paluzzi Altieri degli Albertoni
- Papa Benedetto XIII
- Papa Benedetto XIV
- Papa Clemente XIII
- Cardinale Marcantonio Colonna
- Cardinale Giacinto Sigismondo Gerdil, B.
- Cardinale Giulio Maria della Somaglia
- Cardinale Carlo Odescalchi, S.I.
- Cardinale Costantino Patrizi Naro
- Cardinale Lucido Maria Parocchi
- Arcivescovo Giuseppe Fiorenza